# Sincerely Yours (薬師丸ひろ子のアルバム)
『Sincerely Yours』（シンシアリー・ユアーズ）は、1988年4月6日発売された薬師丸ひろ子の5作目のオリジナル・アルバムである。発売元は東芝EMI（現・ユニバーサルミュージック）。規格品番は、LP:RT28-5155、CT:ZH28-5155、CD:CT32-5155。

## 背景
全曲女性シンガーソングライターが手掛けた楽曲のみで統一されており、中島みゆき、竹内まりや、尾崎亜美、EPO、吉田美奈子らが詞曲を提供している。また薬師丸自身も収録曲「DISTANCE」の作詞・作曲を手掛けている。
「時代」は中島みゆきのカバー曲であり、後に映画『ダウンタウン・ヒーローズ』の主題歌として使用され、同年7月にシングルカットされた。竹内まりやによる書き下ろしで本作からの先行シングル「終楽章」は、イントロが異なるアルバム・ヴァージョンでの収録となっている。また「もう一度」は竹内まりやの、「色彩都市」は大貫妙子のカバー曲である。
オリコンチャートの登場週数は8週、チャート最高順位は週間8位、トータル7.5万枚のセールスを記録した。
CDは1997年11月19日にEMIミュージック・ジャパンより再発売され、2014年2月5日にはユニバーサルミュージック(USMジャパン)より高音質SHM-CDで再発売された(規格品番はTYCN-80019)。また、2021年12月8日にはアナログ盤が再発売された(規格品番はUPJY-9200)。

## 収録曲

### LP／CT
| #         | タイトル         | 作詞・作曲   | 編曲      | 時間  |
| --------- | ---------------- | ------------ | --------- | ----- |
| 1.        | 「時代」         | 中島みゆき   | 船山基紀  | 3:55  |
| 2.        | 「DISTANCE」     | 薬師丸ひろ子 | 新川博    | 5:00  |
| 3.        | 「おとぎばなし」 | 中島みゆき   | 倉田信雄  | 4:36  |
| 4.        | 「もう一度」     | 竹内まりや   | 萩田光雄  | 4:03  |
| 5.        | 「雨は止まない」 | 尾崎亜美     | 井上鑑    | 4:12  |
| 合計時間: | 合計時間:        | 合計時間:    | 合計時間: | 21:46 |

| #         | タイトル                     | 作詞・作曲 | 編曲       | 時間  |
| --------- | ---------------------------- | ---------- | ---------- | ----- |
| 1.        | 「時の贈り物」               | 吉田美奈子 | 吉田美奈子 | 4:29  |
| 2.        | 「ハイテク・ラヴァーボーイ」 | 吉田美奈子 | 吉田美奈子 | 3:31  |
| 3.        | 「ル・パ・ラ」               | EPO        | 窪田晴男   | 4:01  |
| 4.        | 「色彩都市」                 | 大貫妙子   | 井上鑑     | 3:51  |
| 5.        | 「終楽章」                   | 竹内まりや | 新川博     | 5:00  |
| 合計時間: | 合計時間:                    | 合計時間:  | 合計時間:  | 20:52 |

### CD
| #         | タイトル                     | 作詞・作曲   | 編曲       | 時間  |
| --------- | ---------------------------- | ------------ | ---------- | ----- |
| 1.        | 「時代」                     | 中島みゆき   | 船山基紀   | 3:55  |
| 2.        | 「DISTANCE」                 | 薬師丸ひろ子 | 新川博     | 5:00  |
| 3.        | 「おとぎばなし」             | 中島みゆき   | 倉田信雄   | 4:36  |
| 4.        | 「もう一度」                 | 竹内まりや   | 萩田光雄   | 4:03  |
| 5.        | 「雨は止まない」             | 尾崎亜美     | 井上鑑     | 4:12  |
| 6.        | 「時の贈り物」               | 吉田美奈子   | 吉田美奈子 | 4:29  |
| 7.        | 「ハイテク・ラヴァーボーイ」 | 吉田美奈子   | 吉田美奈子 | 3:31  |
| 8.        | 「ル・パ・ラ」               | EPO          | 窪田晴男   | 4:01  |
| 9.        | 「色彩都市」                 | 大貫妙子     | 井上鑑     | 3:51  |
| 10.       | 「終楽章」                   | 竹内まりや   | 新川博     | 5:00  |
| 合計時間: | 合計時間:                    | 合計時間:    | 合計時間:  | 42:38 |